# 犬童頼安
犬童 頼安（いんどう よりやす）は、戦国時代から江戸時代初期にかけての武将。相良氏の家臣。出家して伝心、還俗後に再出家して休矣と名乗る。

## 生涯
大永元年（1521年）、肥後国南部の戦国大名・相良氏の家臣・犬童重安の子として誕生。
犬童一族は、大永4年（1524年）の相良長定の謀反に与したため、後の享禄3年（1530年）に犬童長広ら一族の大半が殺害されたが、熊徳丸（後の頼安）は僅か10歳であったため、僧籍に入ることで助命された。出家して「伝心」と名乗り、天文14年（1545年）に復讐を果たさんと相良治頼に与して相良家の本家と戦うが敗北して逃亡し、その後は各地を修行して回った。
弘治2年（1556年）、帰参を許されて相良氏の家臣として上村地頭となり、永禄2年（1559年）の獺野原の戦いで軍功を立て、天正5年（1577年）3月には深水下総守頼延と交代し水俣城の城主となった。天正9年（1581年）に島津氏が水俣城に侵攻すると籠城して戦った。この時に、頼安は敵将・新納忠元と連歌の応酬をしながら争ったという（忠元が「秋風に 水俣落つる木ノ葉哉」と詠んで射掛けたところ、頼安は「寄せては沈む 月の浦波」と詠んで射返した）。
その後、相良氏は島津氏に降伏し、主君・相良義陽が響野原の戦いで戦死すると、頼安は豊福から人夫を集め、戦死した場所へ廟所を立てさせている。また義陽の死後、相良頼房を補佐し主家の存続に尽力、頼房と共に島津氏の豊後国攻めにも従い、相良氏が豊臣秀吉の元で再び独立を果たした際にも頼房の奉行として嫡子・頼兄と共に活躍した。また、頼房が文禄・慶長の役にて渡鮮した時には留守を守り、その最中に発生した梅北一揆の際には、一揆の首謀者である梅北国兼に同情的な家臣らに、御家存続のため秀吉に従う必要性を説いて一揆討伐に派兵している。
慶長11年（1606年）に病死。冨ヶ尾山に葬られた。なお、7人の家臣が殉死しているが、その殆どが水俣城が攻撃された際に新納忠元の陣営から寝返り、名を変えてそのまま家臣となった者とされる。